# Xenosapien
Xenosapien – piąty album studyjny amerykańskiej grupy muzycznej Cephalic Carnage.
Wydawnictwo ukazało się 25 maja 2007 roku nakładem wytwórni muzyczne Relapse Records.

## Lista utworów
Opracowano na podstawie materiału źródłowego.
1. "Endless Cycle of Violence" - 04:17
2. "Divination and Violation" - 04:22
3. "Molting" - 02:53
4. "Touched by an Angel" - 02:57
5. "Vaporized" - 01:47
6. "Heptarchy (In the U.K.)" - 03:24
7. "G.lobal O.verhaul D.evice" - 05:52
8. "Let Them Hate So Long as They Fear" - 01:12
9. "The Omega Point" - 02:24
10. "Megacosm of the Aquaphobics" - 04:05
11. "Ov Vicissitude" - 04:14
12. "Hidden track" - 06:45

## Twórcy
Opracowano na podstawie materiału źródłowego.
- Lenzig Leal - śpiew
- Zac Joe - gitara
- John Merryman - perkusja
- Steve Goldberg - gitara
- Nick Schendzielos - gitara basowa, śpiew
- Dave Otero - inżynieria dźwięku, miksowanie, mastering